# Daniel Jansen Van Doorn
Daniel Jansen Van Doorn est un joueur canadien de volley-ball né le 21 mars 1990 à Langley. Il joue au poste de central.

## Palmarès

### Clubs
Coupe de la CEV:
- 2017

Supercoupe de France:
- 2017

Championnat de France:
- 2018

Championnat de Finlande:
- 2019

### Équipe nationale
Championnat d'Amérique du Nord:
- 2015
- 2017

Ligue mondiale:
- 2017

### Distinctions individuelles
- 2012: Meilleur contreur Coupe panaméricaine U-23
- 2015: Meilleur central Championnat d'Amérique du Nord